# Església de Sant Martí Sapresa
L'Església de Sant Martí Sapresa és una obra del municipi de Brunyola i Sant Martí Sapresa (Selva) inclosa en l'Inventari del Patrimoni Arquitectònic de Catalunya.

## Descripció
L'Església parroquial de Sant Martí Sapresa la componen físicament tres elements: en primer lloc tenim l'edifici de l'església pròpiament. Es tracta d'una construcció de planta rectangular coberta amb una teulada a dues aigües de vessants a laterals.
La façana principal de l'Església la trobem ubicada en la part posterior de la nau. És en aquest sector on podem apreciar el portal quadrangular equipat amb una robusta i poderosa llinda monolítica i uns muntants laterals de pedra molt ben treballats i escairats. En la llinda es pot llegir una inscripció molt interessant que fa al·lusió al nom del possible constructor de l'església i paral·lelament a la data en què aquesta va ser aixecada i diu així:
"D A L M A V + R I E R A 1 6 3 8"
IHS
La porta, que té com a matèria primera la fusta sòlida i robusta, està ornada amb la típica ferramenta de tradició romànica datable als segles XIII o XIV, que també trobem en el portal de l'església de Sant Fruitós (Vegeu fitxa de l'Església de Sant Fruitós) i que s'ha traduït a la pràctica en format d'esveltes i atractives espirals circulars.
Ubicat simètricament sobre el portal quadrangular trobem un gran ull de bou circular rematat amb el gran campanar de torre de planta quadrada i teulada piramidal. El campanar presenta quatre obertures estretes d'arc de mig punt orientades als quatre punts cardinals.
En la façana de l'església que dona de cara a la carretera, trobem una finestra quadrangular amb llinda monolítica, muntants de pedra i coberta amb un enreixat de ferro forjat. En la llinda s'aprecia una data molt interessant "1 8 + 1 9" que podria remetre a una de les múltiples reformes, remodelacions i ampliacions que ha experimentat l'església amb el pas del temps.
Els murs exteriors de l'església són de pedra la qual ha estat arrebossada i pintada de blanc.
En segon lloc i unida amb l'església per mitjà d'una passarel·la interna, la qual s'ha traduït a l'exterior amb una gran arcada de mig punt rebaixada amb una llum - amplada- molt més accentuada que no pas la sageta - alçada-, trobem la rectoria. Es tracta d'una construcció de planta rectangular, que consta de planta baixa i pis superior i que està coberta amb una teulada a quatre aigües.
La rectoria està estructurada internament en a base a dues crugies.
En la planta baixa destacar el portal d'arc de mig punt amb unes dovelles, de pedra sorrenca, de gran mida molt ben escairades i treballades. En la porta de fusta es pot llegir una inscripció molt interessant que fa al·lusió a un dels múltiples rectors que han comandat l'església i diu així:
"R. J U L I A G R A U
R E C T O R A N Y 1 8 3 6"
En el primer pis trobem una finestra rectangular amb llinda monolítica, muntants laterals de pedra i ampit treballat; tots tres elements són de pedra sorrenca. La llinda, la qual presenta les impostes retallades en forma de quart de cercle, està ornada amb una creu al centre i als extrems de la creu dos petits rosetons circulars.
Els murs exteriors de la rectoria són de pedra, la qual ha estat arrebossada i pintada de blanc.
El tercer element en discòrdia, que trobem dintre de la finca i molt separat de l'església i la rectoria, és el cementiri. Es tracta d'un petit cementiri de planta rectangular que acull les despulles d'alguns dels veïns de la parròquia. El cementiri està tancat per un mur perimetral i l'accés es practica mitjançant un portal d'arc de mig punt, amb un enreixat de ferro forjat on s'aprecia la data de "1 9 0 8" i coronat amb dos pinacles, un a cada extrem respectivament.
L'estat de conservació dels tres elements és bo. Tanmateix, diversos factors com ara les taques d'humitat o el despreniment de parts concretes de l'arrebossat sorgint clapes on queda a la vista la composició interna de la construcció, inviten i suggereixen que es practiquin una sèrie d'obres i intervencions en matèria de manteniment, millora i acondicionament de les instal·lacions de l'església.

## Història
Les primeres notícies documentals, del 1019, la vinculen a Sant Amanç.
L'església també és coneguda com a Sant Martí de les Esposes.